# Col Iceberg
Pour les articles homonymes, voir Iceberg (homonymie).
 (octobre 2019).
Le col Iceberg, en anglais Iceberg Pass, est un col routier des montagnes Rocheuses situé dans le comté de Larimer, au Colorado, à une altitude de 3 605 m. Protégé au sein du parc national de Rocky Mountain, il est traversé par la Trail Ridge Road.